# ガヴドス島
ガヴドス島（ガヴドスとう、ギリシア語: Γαύδος / Gavdos）は、クレタ島南方の地中海（リビア海）に位置する、ギリシャ共和国最南端の島。また、この島はヨーロッパの最南端でもある。

## 名称
古来、この島はさまざまな名前で呼ばれた。聖書には「カウダ」（Καῦδα / Cauda）の名で登場し、使徒パウロがローマへの旅の途中に立ち寄っている。ローマ時代、地理学者ポンポニウス・メラは「カウダ」（Cauda）、大プリニウスは「ガウドス」（Gaudos）、プトレマイオスは「クラウドス」（Κλαῦδος / Claudos）と記している。
中世、ヴェネツィア人たちはこの島を「ゴッツォ」（Gotzo）と呼んだ。17世紀から19世紀にかけては「ゴンゾ」（Gondzo）の名でも知られた。トルコ語では Bougadoz と呼ばれた。

## 地理

### 位置・広がり

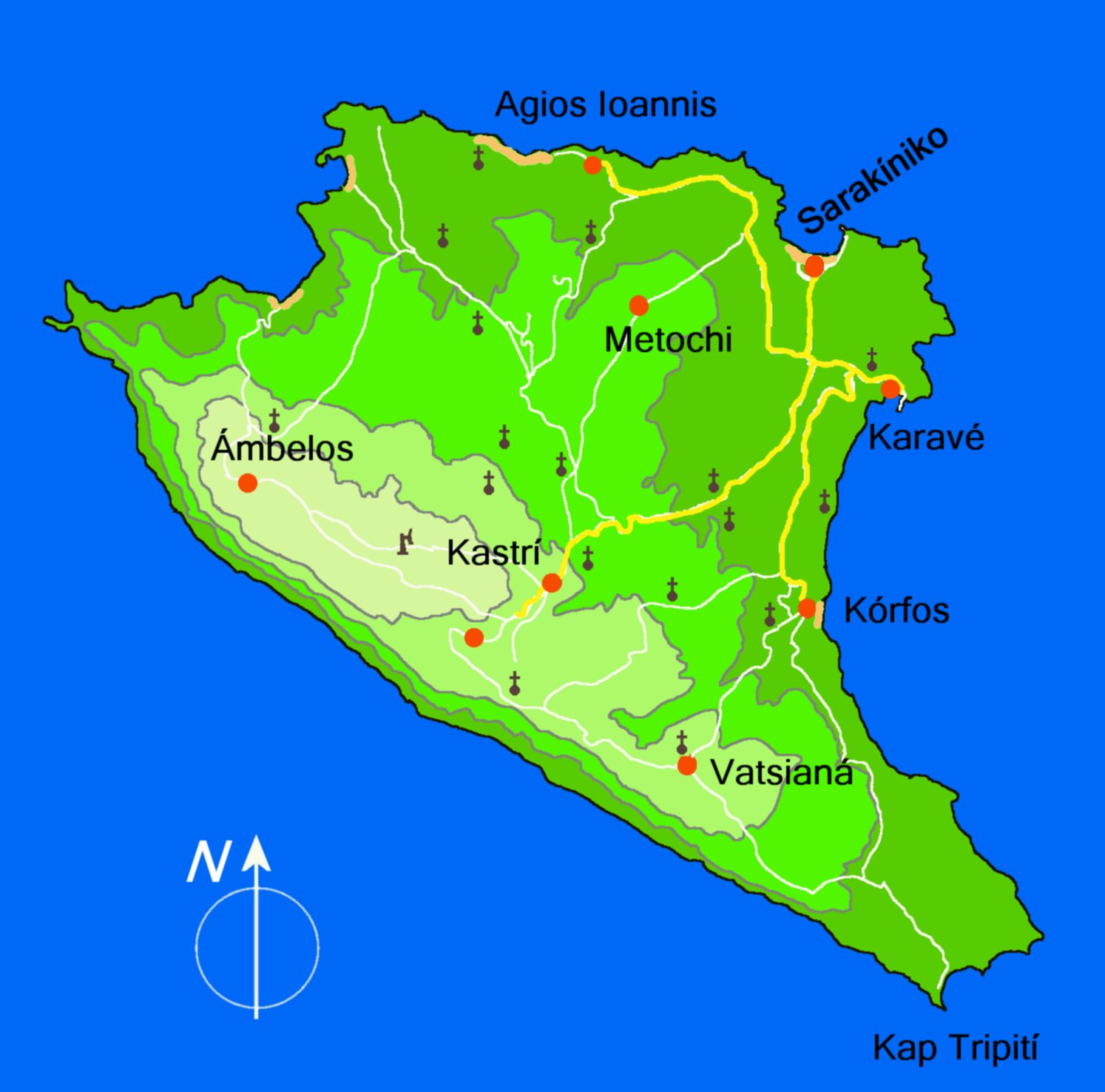
ガヴドス島地形図

ガヴドス島は、クレタ島南岸のホラ・スファキオンから48km南に位置する。島の形状はおおむね三角形で、面積は 33.025 km2. 
ガヴドス島の北西にはガヴドプラ島 (Gavdopoula) （「小ガヴドス島」の意）がある。

### 地勢・生態
ガヴドス島の西南側が山地、東北側が平地となっている。最高地点はヴァルディア山（345m）。
東南端の岩がちな半島の先にヨーロッパ最南端の地・トリピティ岬がある。岬には天然橋が形成されており、岬の上に巨大な椅子の形をしたモニュメントがある。
ガヴドス島とガヴドプラ島は低い灌木 (Garrigue) に覆われており、またマツやビャクシン属などが植生する。地中海を渡る渡り鳥の休息地として重要である。この島に生息する鳥類にはコノハズクやヨーロッパヒメウなどがいる。

### 主要な集落
島の首邑は、島の中央部にあるカストリである。フェリーの発着する港が東部のカラヴェにある。島の最も南にある集落はバツィアナで、同時にヨーロッパ最南の集落でもある。
- ポタモス・ビーチ
- カラヴェ港
- ガヴドス島の植生

## 歴史
ガヴドス島には新石器時代から人が定住していた。
『オデュッセイア』において、英雄オデュッセウスが流れ着き海の女神カリュプソーに引きとめられたオギュギアの島（オギュギエーとも）は、ガヴドス島に比定されることがある。考古遺跡からは、ローマ帝国がこの島で活動していたことがわかっている。また、使徒パウロが、ローマへ向かう旅の途上に立ち寄ったとされている。この時代に島の植物は乱伐に晒され、今日に至る衰退の過程が始まった。
西暦900年頃の東ローマ帝国統治時代に、島の人口は約8,000人を数え、3人の主教と1人の大主教が駐在していた。1665年から始まったオスマン帝国による統治は1895年まで続き、島は「ゴンゾ島」の名で呼ばれたが、その末期、1882年の人口は500人であった。オスマン帝国の統治は、「サラセン人のもの」を意味するサラキニコ海岸 Sarakinikoにその名をとどめている。
1930年代には、ギリシャ国内の共産主義者の流刑地として利用された。流刑に付されたのは250人以上に上り、その中にはマルコス・ヴァフィアディスのような指導者たちもいる。第二次世界大戦中、クレタ島の戦い（1941年）に敗れた連合軍は、部隊をこの島に撤退させた。
ギリシャの他の地域で1960年代に始まった人口の都市への集中の影響（過疎化）は、この島では1950年代に始まっている。この時期、島民たちはクレタ島のかつてのトルコ人の土地と島の土地とを国の仲介で交換した。クレタ島に移り住んだガヴドス島出身者は、パレオホラの一角に ガヴディオティカ Gavdiotika と呼ばれる地区を構成した。

## 社会

### 人口
ガヴドス島への定住の歴史は古いが、今日住民は少ない。2001年の国勢調査によれば人口は98人であるが、これは国勢調査の2日間の期間に島にいた人口で、通年この島に暮らす人口は50人より少ないとされる。住民は、ほとんどが観光客相手の職についている。夏季にはキャンプ客などによって島の人口は3500人程度にまで膨らむ。

### 経済・産業
村の丘陵の山腹には段々畑があるが、多くは放棄されている。しかし、ガヴドス島ではなお若干の農業が行われている。夏の間、観光客によって島の人口は数千人にまで膨らむが、観光客向けの施設は少ない。
この島は離島として長らく忘れ去られた存在であったが、1996年にNATOの演習でこの島がギリシャとトルコの対立の焦点とされたことで、俄然メディアの注目を集めることとなった。こうした戦略的理由により、コスタス・シミティス首相が島を訪問し、5年間で150万ユーロを島の開発に投入する計画が発表された。2001年、大統領コンスタンディノス・ステファノプロスは、医師が常駐したことのないガヴドス島に遠隔医療センターを設置すると発表したが、センターに必要な安定した電力供給の問題などインフラの悪さからまだ実現に至っていない。

## 行政区画

### 自治体（ディモス）
ガヴドス市（Δήμος Γαύδου）は、クレタ地方ハニア県に属する基礎自治体（ディモス）である。カヴドス島のほか、北西に浮かぶガヴドプラ島 (Gavdopoula) も市域に含む。
表中の Κ.δ. は Κοινοτικό Διαμέρισμα の略であり、カポディストリアス改革による統廃合（1999年1月施行）以前の旧自治体に由来する区画である。[　] 内は人口（2001年国勢調査）を示す。
| - Κ.δ. Γαύδου ガヴドス [ 98 ] - το Καστρί カストリ [ 23 ] - η Άμπελος アムペロス [ 6 ] - τα Βατσιανά バツィアナ (en) [ 23 ] - η Γαυδοπούλα (νησίδα) ガヴドプラ [ 3 ] - η Καραβέ カラヴェ [ 16 ] - η Φώκια フォキア [ 27 ] |

## 交通

### 港湾
- ガヴドス港